# Barleben
Barleben es un municipio situado en el distrito de Börde, en el estado federado de Sajonia-Anhalt (Alemania). Tiene una población estimada, a fines de 2023, de 9284 habitantes.
Está ubicado al norte de la ciudad de Magdeburgo, de cuya área de influencia forma parte.